# Szent Valburga
Valburga, latinul: Walpurgis, Valpurgis, óangolul: Wealdburh, Wealburh; (Crediton, 710 – Heidenheim, 779. február 25.) vagy egyházi nevén Szent Valburga (Crediton település Exeter közelében, Devonshire megye, Wessexi Királyság, 710 körül – Heidenheim település Hahnenkamm közelében, Közép-Frankföld, Bajor tartomány, Németország, 778 vagy 779. február 25.) szentként tisztelt, kora középkori, angolszász származású bencés szerzetesnővér, apátnő. Érd-Ófalu védőszentjeként is tisztelik. Május 1-jei általános emléknapjával kapcsolatos európai keresztény népszokás a májusfa és a majális. Nem keresztényeknél a megelőző nap (Walpurgistag) "Donar isten napja, teljesen pogány jellegű s egész Németországban számtalan babona van hozzá kötve". Szent Valburga tiszteletének keresztény áhitatformáit a Bajor Belügyminisztérium 2021-ben "Bajorország szellemi kulturális öröksége" (németül: KulturErben. Immaterielles Kulturerbe in Bayern) részévé nyilvánította.

## Élete
Wessexi Richárd leányaként született Valburga, akit fiatal korában a Wimborne bencés apátságba adták szülei nevelés céljából. Egy idő után, maga Valburga úgy döntött, hogy a szerzetesi életet választja. A kolostorban töltött hosszabb idő után Germániába, a mai Németország területére költözött át, és ott a bischofsheimi kolostor szerzetese volt (748-tól). Két évet élt itt, majd a heidenheimi apátság vezetője (apátnője) lett. A feljegyzések szerint cselekedeteit a jámborság, a szelídség, és a szeretet jellemezte. Igyekezett kerülni a felesleges beszédet. A kolostor megfelelő kormányzása is elismerést váltott ki kortársai között. 779-ben hunyt el.

## Tisztelete
II. Adorján pápa 870. május 1-jén szentté avatta. A katolikus egyház a 17. században rendelte el Szent Valburga liturgikus ünnepét (az egész egyházra nézve), amit később, a második vatikáni zsinat alkalmával visszavontak.
Tisztelete a heidenheimi kolostorból, a bencés szerzetesrenden belül indult ki. Halála után 92 évvel, 871-ben, maradványait Eichstättbe vitték. Amerre életében járt térítő útja során (ma: Belgium, Franciaország, Hollandia és Németország), mindenütt jobban őrzik emlékét. E nemzetek régi egyházi naptárai több ünnepét is föltüntetik; óhazájában viszont csak május 1-jén emlékeznek meg róla.
Magyarországon, a bencések által összeállított (liturgikus) naptárak kezdettől feltüntették a bencés szentek nevét is. Ezért a 12. századi bencés Pray-kódexünk kalendáriuma a 66. oldalon február 25-én, valamint a 69. oldalon május 1-jén is hozza Szent Valburga emléknapját. A kódexben három szenteknek van külön miséje, s ezek közül az egyik Szent Valburgáé.
A 14. századi Golso-kódexünkben is megtalálható Szent Valburga emléknapja; azonban csak május 1-jén, ami arra utal, hogy kifejezetten magyar ajkú (és nem szerzetesek által irányított) egyházközségek, templomok használatára készült a misekönyv és benne a kalendárium. Ez volt az általános.
A 18. századból Lancsics Bonifác és Deső Bernát neve ismert, akik bencés lelkipásztorkodásuk során (például Pannonhalmán, Ravazdon, Celldömölkön) ápolták Szent Valburga tiszteletét a nép körében, és ez ügyben kapcsolatban álltak az eichstätti bencés kegyhellyel.
Tiszteletét, a Kárpát-medencébe betelepülő német ajkúak erősítették meg (szászok, svábok). Magyarországon igen ritka patrocínium. Körülbelül a 19-20. század fordulójáig volt kultusza Magyarországon. Emléknapja hazánkban május 1-jén volt.
898-ban Wolfhardus Hasenrietanus (monachus, presbiter) verset írt róla. Szent Valburga eichstätti sírkövére, később (898. és 1608. között) e versnek első két sorát vésték fel.

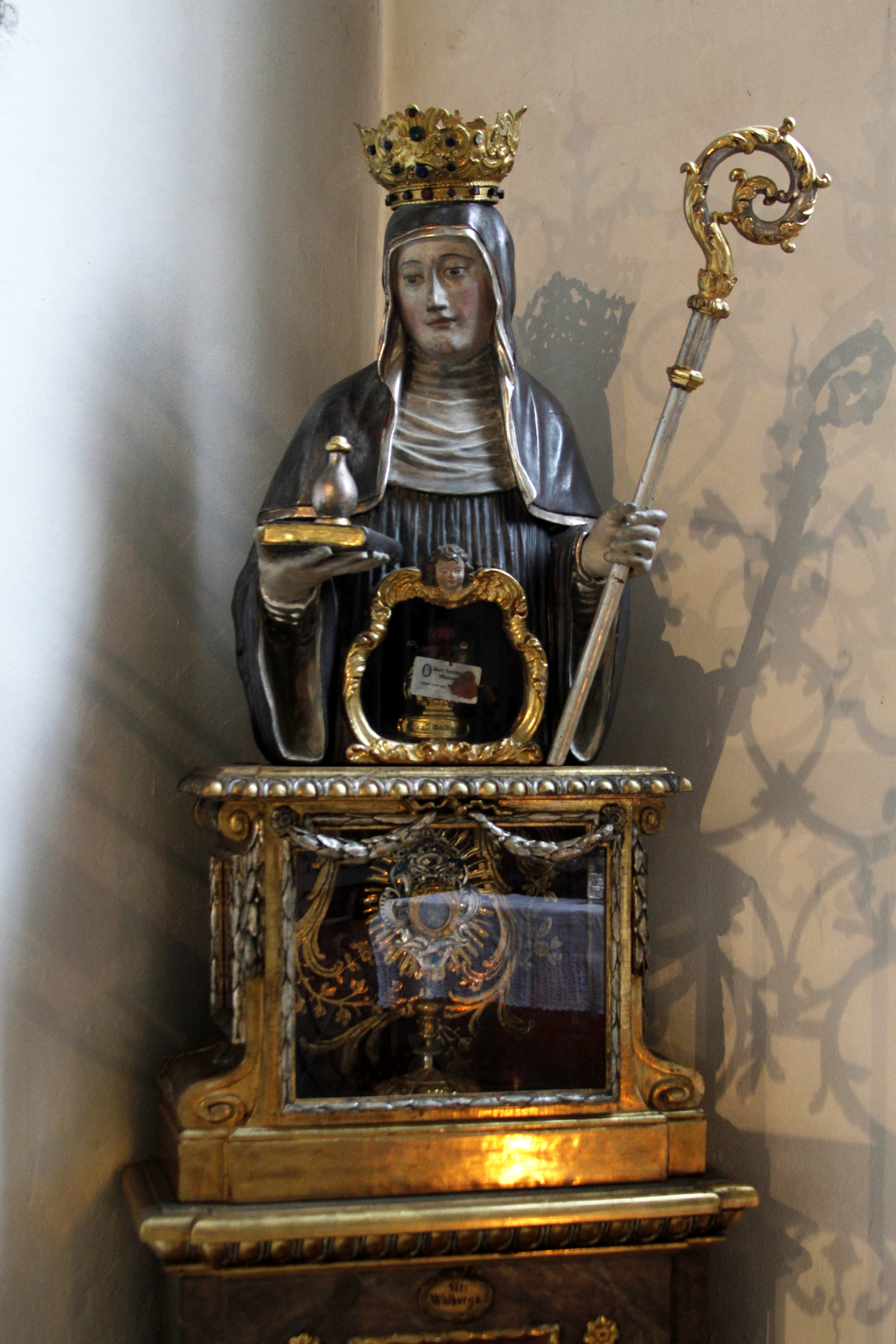
Szent Valburga szobor, ereklyetartóval
(Älteste Pfarrkirche St. Peter, Seitenkapelle der Hl. Munditia. München, Németország)
Készült: 1737 előtt.

Carmen de Sancta Walpurge
Filia regis erat, sed egenam se faciebat,
Dives ut in Christo regnaret semper in ipso.
Quam sit chara Deo monstrant miracula crebro,
Quae meritis eius confert de Virgine natus.
Ex eius tumba manat sacra pectoris unda,
Servae namque Dei lux splenduit illa.
Középkori himnusz róla (kezdő sorok):
Ave flos virginum soror
Ave flos virginum soror
Magnorum fratrum Willibaldi et Wunibaldi
Ave birginei sponsa decoris...

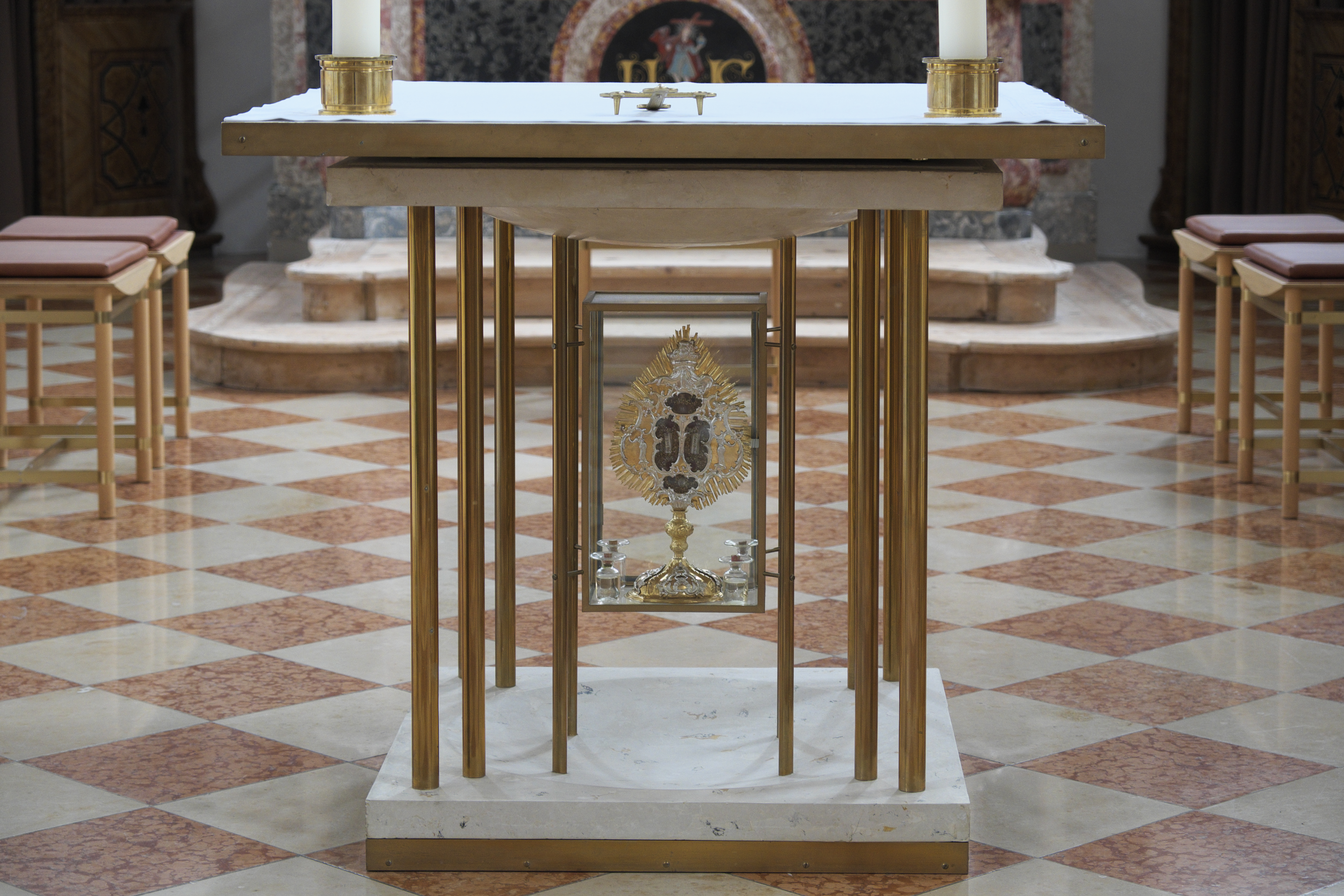
Az ereklyetartóban alul, 2-2 üvegben látható víz-jellegű szent folyadék az ún. Walburgisöl (Valburga-olaj)
(Pfarrkirche St. Walburga, Philippus und Jakobus. Weißensee bei Füssen im Ostallgäu, Németország)

Egy 18. századi német nyelvű könyvnek, 19. századi magyar fordítása szerint:

"Szent Valburga holtteteme, nyomban halála után rendkívül kellemes illatot árasztott, mely a jelenlevőket kimondhatatlan gyönyörrel tölté el. [...] A szent tetem máig Eichstadtban őriztetik, s mellcsontjából ma is csodás olaj ömlik, melynek ájtatos használata számtalan betegnek visszaadta előbbeni egészségét." – Vogel M. [ford. Kubinszky M.]: Szentek élete, II. kötet (Kalocsa, 1867), p. 19.
Zalka János, mint pesti egyetemi paptanár, 1859-ben így ír könyvében egy új (3 évvel korábban, 1856-ban) történt csodáról:

"Eichstättban e szent szűznek csontjaiból olajforma nedv foly, mely szent Valburga-olaj név alatt ismeretes. Ez, apró üvegekben messze földre elhordatik, s igen sokszor csodálatos gyógyítások történnek általa. Lehetetlen föl nem említenünk azt, hogy 1856. nov. 7-én Brünnben, az irgalmas szüzek kórházában Makara Matild megvakult beteg leány azon percben kapta vissza szeme világát, midőn egy szent Valburga-olajjal telt üvegecskét, csókolás végett, teljes bizodalommal ajkaihoz érintett. A csodás gyógyulás nagy figyelmet gerjesztett. A brünni ft. püspök úr a tridenti zsinat határozatának értelmében hosszan tartó vizsgálat után 1857-ben, nov. 1-ső napján az eseményt csodának nyilvánítá." – Zalka J.: Szentek Élete, 1. rész (Pest, 1859), p. 297.
A brünni püspök (Anton Ernst von Schaaffgotsche), az eichstätti (Georg von Oettl) püspököt hivatalosan értesítette az orvosilag és egyházilag igazolt csodáról. A csodát elismerő brünni okmány, részletes és nyomtatott formában az Eichstätti Püspökség Pasztorális Levele (németül: Pastoral-Blatt des Bisthums Eichstätt) kiadványának 1857. november 21. száma, 207-208. oldalán olvasható "Die Wunderthäterin St. Walburga" címmel. Ezen iratból tudjuk, hogy Matild a szemhéj-görcs (latinul: blepharospasmus) nevű betegségből gyógyult meg; amely az idegrendszeri betegségek tónus-zavar (latinul: dystonia) csoportjába tartozik. A szemhéj-görcs feltételezett oka a törzs-dúcok (latinul: basalis ganglionok) abnormális működése.

## Ábrázolása

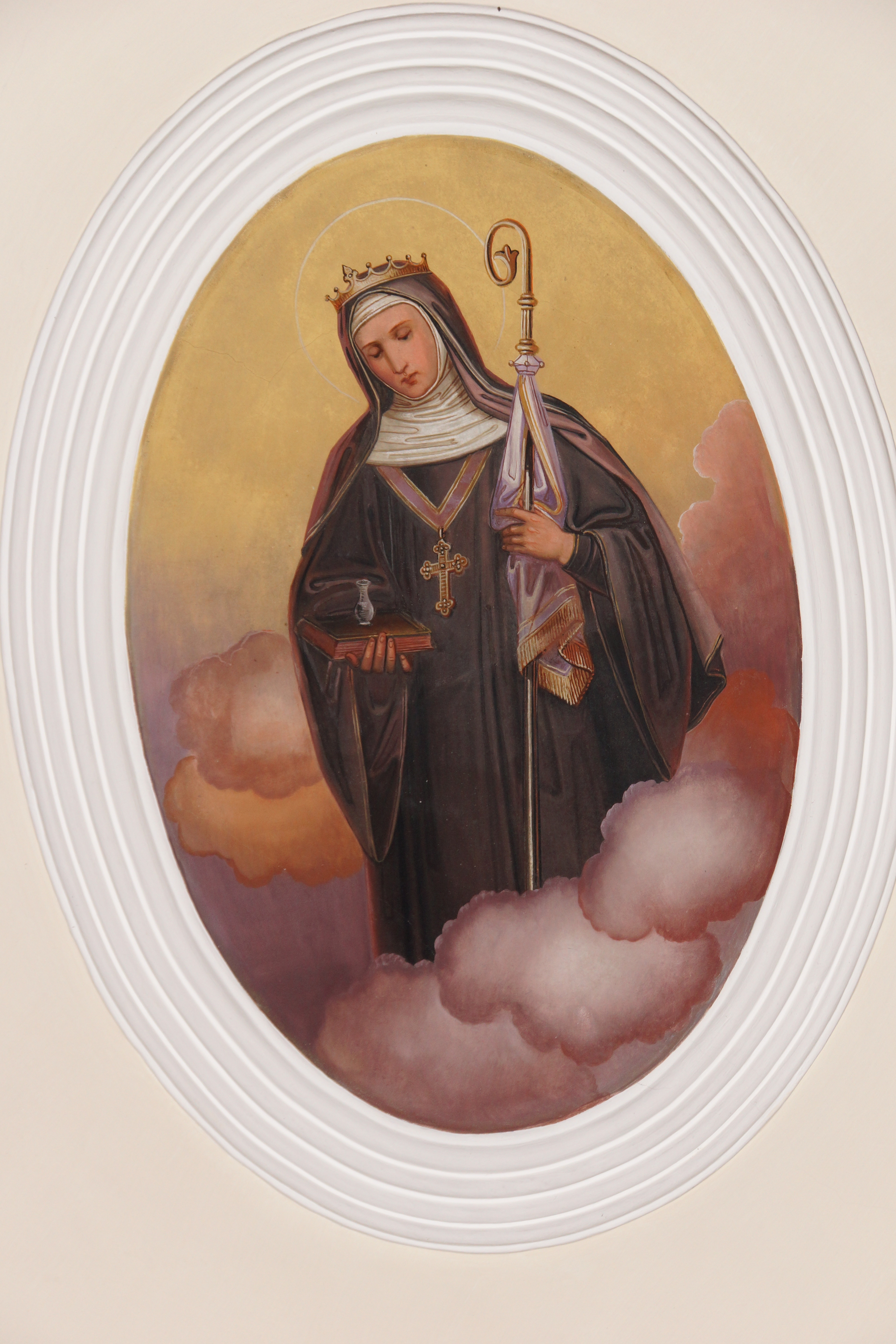
Szent Valburga freskó
(Marktkirche, Kastl im Lauterachtal, Németország)
Készítette: Georg Lang (1840-1900) festőművész.

Ismertetőjegyei (attribútumai) – egyházilag jóváhagyott – barokk kori forrásokból:
- Bencés szerzetesrendi apácaruha;
- Fején kis korona, mert királyi sarj;
- Feje felett glória, mert szent;
- Jobb tenyerében a bencés regula (szabálykönyv) fekszik, azon áll egy ámpolnaszerű üvegecske;
- Bal kezében pásztorbotot tart, mert apátnő; és ennek kifelé álló csigája alá erősítve kendő (latinul: pannisellus) függ, ami által fogja a pásztorbotot;
- Mellkasán egyszerű mellkeresztet visel (latinul: crux pectoralis simplex), szintén annak jelzésére, hogy apátnő.

Rathsamhausennek a Commentarius de vita et rebus gestis S. Walpurgae... című 1616-ban kiadott könyvében látható ábrázolás, valamint Gretsernek a Fons olei Walburgini... című 1620-ban kiadott könyvében lévő ábrázolás alapvetően egyező. Gretsernél azonban díszesebb. Szent Valburga képének alsó részére ő egy téglalap alakú táblát is helyezett [benne latin felirattal: "O quam pulchra est casta generátio cum claritáte!" (Sapientia 4,1) – magyarul: Jobb az erénnyel párosult gyermektelenség (Bölcsesség 4,1)] továbbá a kép köré, Valburga csodáiból négy kisebb illusztrációt is készített.
Gretser könyvében (1620) lévő barokk kép különállóként is ismert, ami a nürnbergi Germán Nemzeti Múzeum grafikai gyűjteményében tekinthető meg (virtuálisan is).

## Ünnepnapjai, emléknapjai[29]
- Mennyei hazába való átköltözése napja: február 25. Ekkor csak az Eichstätti egyházmegye, valamint Antwerpen, Oudenaarde, Veurne, Groningen és Zutphen települések ünneplik a régi volt frank és germán területeken.
- Szentté avatása napja: május 1. Emléknapja a világegyházban. Ekkor ünnepli óhazája is, Anglia.
- Átutazása, megérkezése az európai kontinensre: augusztus 4.
- Ereklyéinek Zutphenbe való átviteléről szeptember 24-én emlékezik: Zutphen (Hollandia)
- Ereklyéinek Eichstättba való átviteléről október 12-én emlékezik: Eichstätt (Németország), Antwerpen (Belgium)

## Patrónum
Szent Valburga patrocíniumok voltak:
- a felvidéki, Nyitra megyei Nyitraszerdahely (szlovákul Nitrianska Streda) település római katolikus templomba, amit 1298 körül építettek és a 18. századig állt. Az új, római katolikus templom titulusának emléknapja szent Fülöp és Jakab apostol lett, ami a kalendáriumban szintén május 1-jére esett abban az időben.[30]
- az erdélyi, Szeben megyei, szász alapítású Nagydisznód (románul Cisnădie, németül Heltau) város temploma,[31][32] amit 1327 körül római katolikus templomként építettek. A hitújítást követően az evangélikusoké lett.
- a Veszprém vármegyei Veszprémfajsz középkori, római katolikus temploma (1257 vagy 1415).[33] A török korszakban elpusztult.
- a Pest vármegyei Érd-ófalui Szent Mihály római katolikus templom bal oldali mellékoltára 1908-ig.[34] Ezt követően, ez Jézus Szíve mellékoltár lett.
- a 18. századi Diósdpuszta szőlőhegyén, mind a hét dűlőnek német elnevezést adtak a település német nemzetisége miatt. Ezek közül az egyik dűlő Valburga-hegy ("Walburga Berg") volt.[35]
- a harmadik katonai felmérés (1869-1887) térképén, a Déli vasútvonal felett északra, Érd külterületét az Erlakoveczi legelő, felette a Kutyavár, ez mellett jobbra a Valburga-hegy ("Walpurga Berg"), ez felett a Szidónia-hegy ("Sidonia Berg") határolja.[36] Ugyanez a külterület "Sidonia és Valdburga hegy" elnevezéssel látható egy későbbi, 19. századi kataszteri térképen.
- A debreceni Vágóhíd utcai, régi sírkertben álló "Szent Kereszt" barokk kápolnában Szent Valburga festmény is függött a falon.[37] 1932-ig biztosan így lehetett, mert a temető eddig volt használatban.

## Nevét viselték
- Habsburg Mária Terézia Valburga Amália Krisztina magyar királynő (1717-1780)
- Fengler József (1733-1802), piarista szerzetespap, utóbb győri megyéspüspök 1788-tól. (Az osztrák piarista rendtartomány tagjaként védőszentje Szent Valburga volt.)[38]
- Andrássy Józsefné Csáky Valburga (1762-1797) – portréja itt: Xántus János Múzeum (Győr)
- Zichy Antónia Erzsébet Valburga (1816-1888) – Batthyány Lajos mártír miniszterelnök felesége, majd özvegye
- Illésházy Mária Terézia Julianna Carolina Valburga Anna (1734-1807) – Illésházyné Petronella grófnő legidősebb lánya
- Batthyány Szidónia Regina Mária Anna Filippa Valburga Borbála (1739-1822) – Illésházyné Petronella grófnő menye. (Szidónia és férje, időszakosan Érden tartózkodtak közös gyermekeikkel. Ferenc, aki 10-12 évesen 1789. január 23-án Budán hunyt el, itt az érdi Szent Mihály templomban nyugszik.)
- Sándor Paulina Klementína Mária Valburga (1836-1921) – Sándor Móric leánya

## Vele kapcsolatos
- 15. századi magyar okmányainkban szerepel az utónév (1426, 1437, 1439).[39]
- Szent Valburga (15. századi illusztráció) – a Pannonhalmán őrzött "Legenda Aurea Sanctorum" című ősnyomtatvány 1482. évi augsburgi kiadásából
- Szent Valburga szobor a tihanyi bencés apátsági templom Szent Skolasztika oltárának jobb oldalán (1759),
- Szent Valburga szobor a celldömölki (volt bencés) kegytemplom Szent Skolasztika oltárának jobb oldalán.
- Szent Valburga szobor (az érdi, volt kastély falánál). A szobrot 1764-1778 között állíttatta az Illésházy-család.
 Ennek okai az alábbiak lehettek:

― Az apai ágon osztrák, anyai ágon magyar családból származó Abensberg-Traun Mária Terézia Petronella (1710-1790), második felesége volt Illésházy József (1700-1766) érdi kegyúrnak, és a kor szokása szerint lányaiknak több utóneve volt. A három lányuk közül, a legidősebbiknek (1734-1807) utónevei között szerepel a "Walburga" keresztnév.
― Az özvegyasszony és fia János (1736-1799), donátora volt az Érd-ófalui Szent Mihály templom helyreállításának. János grófra a felesége, Batthyány Szidónia (1739-1822) grófnő lehetett hatással vallási téren. János gróf védőszentje Keresztelő Szent János volt, Szidónia grófnő védőszentje Szent Valburga. A templom 3 mázsás új nagyharangja Keresztelő Szent Jánosról, míg a 2 mázsás új nagyharangja Szent Valburgáról volt elnevezve (németül: Walburgisglocke). A család finanszírozta ezeket. E nagyharangokat 1774-ben benedikálta Salbek Károly, váci segédpüspök. Feltehetőleg, a Szent Valburga mellékoltár létesítésének is Szidónia grófnő volt a kezdeményezője. "1777-ben készült el a templomhajó jobb oldalában a jelenlegi legrégibb oltár, Szent Valburga tiszteletére". Ugyanez a mellékoltár 1908-tól Jézus Szíve oltár lett. Itt (ezen oltár alá) helyezték örök nyugalomra a házaspár kisfiát, melyet márványtábla jelez.
- Varburga-hegy: Érd és Diósd határában, a Szidónia-hegy déli nyúlványának megnevezése. A Valburga-hegy egyik oldalán volt a Károlyi-pince, a másikon téglaégető hely a Détár-féle kert végében.[44]
- "S. Walpurga" rézmetszet, latin nyelvű imádság és szentkép. Tulajdonos: Piarista Szerzetesrend Magyar Tartomány Múzeuma (Budapest), Méret: 13 x 8 cm. Leltári szám: 2015.096.1.P
- "Szent Walburga szobra a Szapáry-kastély előtti területen" (fénykép). A kép készítésének helye és ideje: Érd, 1939. Jellege: negatívhoz tartozó pozitív kép, az eredeti felvétel kivágata; fekete-fehér, üvegnegatív, 9 x 9 cm. Fényképész: Vadas Ernő. Lelőhelye: Néprajzi Múzeum Fényképgyűjtemény, Budapest. A fotó nyilvántartási szám: NM F 342676.
- Szent Villibald és Szent Valpurga kép (Készítette: ismeretlen német festő, 1520 körül. Anyag: fa, tempera. Méret: 107 x 45 cm). Esztergom, Keresztény Múzeum, Ipolyi Arnold Gyűjtemény. Leltári szám: 56.470 szám (Adatforrás éve: 1986) Kép a műtárgyról.
- "S. Walburgis" festett szentkép. (Anyaga: pergamen. Technika: tempera. Hátoldalán német nyelvű, 1777. évi felirattal. Mérete: 16,5 cm x 11 cm. Őrzési hely: Iparművészeti Múzeum, Budapest. Leltári szám: 88.194.1
- "S. Walburga, V. et Abb." – szentkép. (Anyaga: papír. Készült: 18. szd.) Őrzési hely: Laczkó Dezső Múzeum, Veszprém. Képzőművészeti Gyűjtemény. Régi leltári szám: 60.62.1.
- Lengyel László: Devóció és dekoráció; 18. és 19. századi kolostormunkák Magyarországon (Eger 1987), 57-58. oldal: Szent Valburga olajtartó diptichonok Egerben.

― Sugár István helytörténész magángyűjteményében (készült: 1750 körül).
― az egri, Dobó István Vármúzeum közgyűjteményében. (Készült: 1720 körül. Leltári száma: 84.41) Félköríves záródású fatok. Méret: magasság 12 cm; szélesség 6 cm; magasság 12 cm; szélesség 6 cm. Szilárdfy Zoltán gyűjteményéből került a gyűjteménybe. Kép a műtárgyról.
― az egri, Dobó István Vármúzeum közgyűjteményében. Anyaga: pergamen akvarell kép, fémszál, selyem. (Készült: 1770 körül. Leltári száma: 84.27) Méret: magasság 5 cm; szélesség 3 cm; magasság 11,5 cm; szélesség 8 cm. Kép a műtárgyról.
- Szent Valburga nevét viseli egy régészeti lelőhely Diósdon: "Valdburga-hegy" (azonosító: 10170). Diósd, 3-as lelőhely.[45]
- Székesfehérvári Püspöki Levéltár Zeneműtára kottatári katalógusában (jelzet: ex A 98) Caspar Aiblinger [1779-1867]: Missa solemnis Walburga, C-dúr, 1840 körül.
- Szilárdfy Zoltán: A magánáhitat szentképei, I. kötet (Szeged, 1995); nr. 46: Szent Walburga kép (18. század közepe, pergamenen, 130 x 80 mm); nr. 378: Szent Walburga kép (18. század közepe, papíron, rézmetszet, 144 x 82 mm); nr. 379: Szent Walburga kép (1741. évből, papíron, rézmetszet, 120 x 85 mm, Gottfried Bernhard Göz)